# На Сестия
«На Се́стия» — условное название стихотворения римского поэта Гая Валерия Катулла, включённого в состав посмертного сборника («Книги Катулла Веронского») под номером 44. Автор здесь обращается к своей вилле, на которой лечится от простуды. Катулл заболел после застолья у Публия Сестия, причём в своей болезни он в шутку винит бездарную речь хозяина против Анция, которую ему пришлось выслушать.
В историографии существует мнение, что этим Анцием мог быть автор сумптуарного закона 68 года до н. э. Гай Анций Рестион.